# Maliebaan (Utrecht)
De Maliebaan is een laan even buiten de singels van Utrecht.

## Geschiedenis
In de Gouden Eeuw was Utrecht niet bepaald een centrum van vertier. Gasten aan de Universiteit, zoals René Descartes, klaagden over de ingeslapen saaiheid van de stad. Kennelijk dachten de studenten en de curatoren er ook zo over, want zij vroegen de vroedschap om het maliespel te mogen spelen. Net als in Leiden kregen zij daarvoor in 1637 toestemming, wellicht ook uit concurrentieoverwegingen.

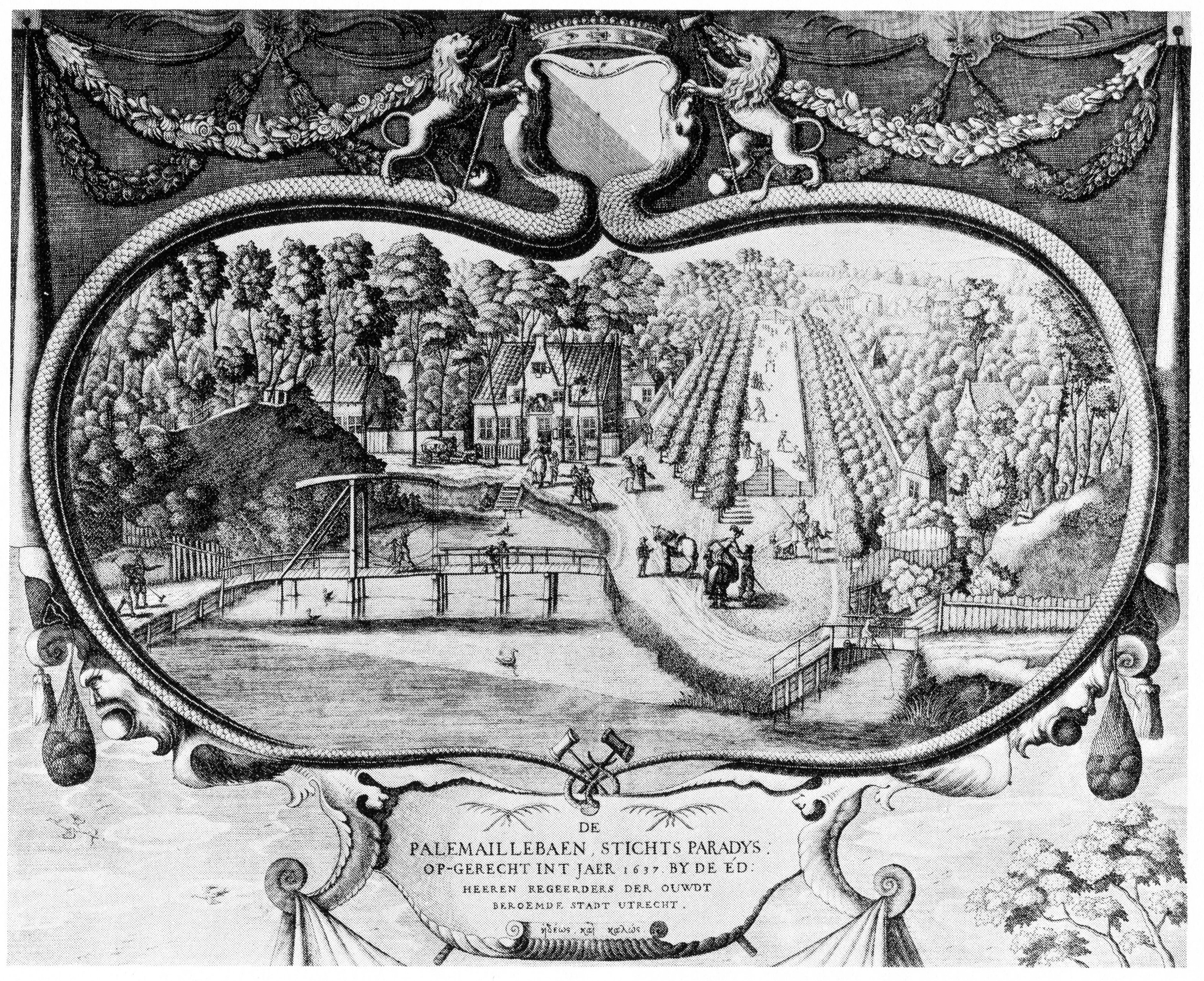
De Maliebaan in 1645

Ten oosten van de stad werd op het Oudwijkerveld een maliebaan aangelegd van 200 roeden (ca. 750 meter), een afstand die volgens getuigen uit die tijd in drie slagen overbrugd kon worden. Twee eeuwen daarvoor werden balspelen er juist uitdrukkelijk verboden, zoals het buurspraakboek uit 1401 vermeldt: "voorts verbiet de Raet… nochte met kolven en spelen nochte teneyzen". Met teneyzen werd vermoedelijk kaatsen bedoeld en niet ons huidige tennis. Een jaar na de aanleg volgde een verordening waarin de vroedschap verbood om ossen, koeien, paarden, schapen, varkens en dergelijke op de Maliebaan te weiden.

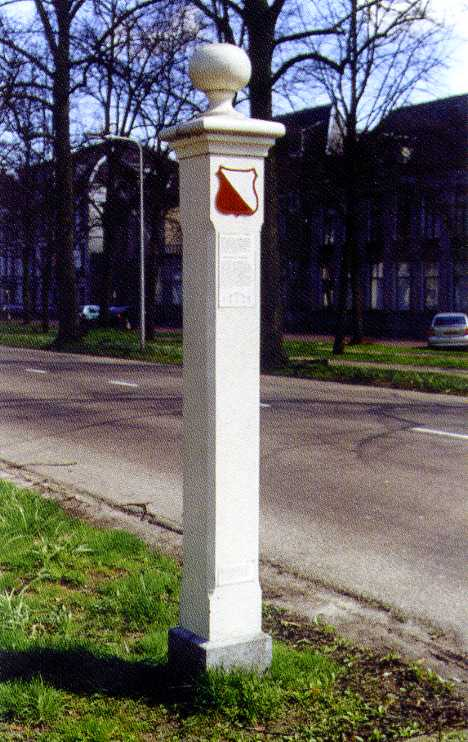
Een maliepaal aan de Maliebaan

Bij zijn bezoek in 1672 vond de Franse koning Lodewijk XIV de Utrechtse Maliebaan zo schitterend, dat hij hem volgens zeggen graag naar Parijs had willen meenemen. De baan was geplaveid met schelpen en had houten kantschotten waarop de afstand was af te lezen, met hier en daar een toegang. De schotten achter de palen, het rabat (Oudfrans rabattre = terugslaan) waren verhoogd. Op beide palen pronkte fier het Utrechtse stadswapen. Langs de baan waren aan weerskanten lommerrijke wandelpaden.
Een herberg aan de Singel tegenover het Lepelenburg werd ingericht als maliehuis. Hier werden de ballen en hamers bewaard en verhuurd en de spelers konden er een kop chocolade of iets sterkers drinken. Het bleef er vaak tot in de late uurtjes gezellig. Tegen de regels in liet de poortwachter bij het Lepelenburg, na het luiden van de avondklok in de Buurkerk om 21:55 uur, nog studenten binnen door een deurtje naast zijn poort. De maliespelende studenten trokken veel bekijks. Al gauw kwam er zoveel publiek, dat er theehuizen en andere uitspanningen verschenen. De Maliebaan werd hét uitje van de stad. Welgestelde burgers lieten daar hun buitenhuisjes bouwen. Later bleven zij er permanent wonen en verrezen er statige panden. Zo werd de Maliebaan een woongebied op stand.
Het maliespel verloor, net als het kolfspel, tegen het eind van de 17e eeuw langzaam zijn populariteit. In 1700 klaagde Adriaan van Wijk, de pachter van het Maliehuis, over de geringe omvang van zijn nering. Hij vroeg verlaging van de pacht. Uiteindelijk werd er in 1796 helemaal niet meer gespeeld. De kantschotten en palen verdwenen definitief in 1811, zodat keizer Napoleon Bonaparte er vrij baan had voor de grote wapenschouwing bij zijn bezoek aan Utrecht. De baan werd steeds vaker gebruikt voor andere zaken, zoals in de 20e eeuw voor paardenwedrennen door studenten Diergeneeskunde. Eind 20e eeuw kreeg de Maliebaan aan de kant van de Maliesingel twee nieuwe toegangspalen, die aan de palen van het oude eindrabat herinneren.
Aan de Maliebaan werd in 1883 de voorloper van de ANWB opgericht. Ook het eerste fietspad in Nederland was hier te vinden (1885).

### Rond de Tweede Wereldoorlog
Voor en tijdens de Tweede Wereldoorlog was de Maliebaan het bestuurlijk-administratieve centrum van de Nationaal-Socialistische Beweging (NSB) van Anton Mussert. Utrecht was vanaf het begin in 1931 de zetel van de NSB omdat Mussert en de mede-oprichter van de NSB, Cornelis van Geelkerken, er woonachtig waren. Na een beginperiode van enkele jaren waarin de NSB haar hoofdkwartier aan de Utrechtse Oudegracht had, werd Maliebaan 35 betrokken.
In de loop van de volgende jaren werden naastgelegen panden aangekocht en in gebruik genomen. Uiteindelijk had de NSB aan oneven kant de nummers 13 en 23 t/m 35 in gebruik (de afdeling Propaganda zat op nummer 29/31). Aan de overkant waren de panden 66 (stafkwartier van de Nederlandse SS), 76/78 (stafkwartier van de Weerbaarheidsafdeling) in handen van de NSB gekomen. Hierdoor kreeg de stad Utrecht de bijnaam 'NSB-hoofdstad van het land'. Dat strookte ook met de intenties van de NSB, die zich liever niet geassocieerd zag met Den Haag als regeringshoofdstad. Den Haag was vóór 1940 immers de zetel van de door de NSB verworpen democratische regering, terwijl die stad ná 1940 de zetel van het Duitse bewind was, waarmee de NSB zich evenmin wenste te associëren.
Toch zaten hier ook de Utrechtse afdelingen van de nazi's. De Sicherheitsdienst/Sicherheitspolizei zat op nummer 74, de Nachrichtenabteilung der Luftwaffe op nummer 108 en de Wehrmachtkommendantur op nummer 84a.
Ook het verzet was actief op de Maliebaan: kardinaal de Jong en Marie Anne Tellegen woonden en werkten in de straat.
Wout Buitelaar publiceerde in 2008 een boek over deze periode: Panden die verhalen. Een kleine oorlogsgeschiedenis van de Utrechtse Maliebaan. Ad van Liempt publiceerde in 2015 ook een boek over deze periode: Aan de Maliebaan. De kerk, het verzet, de NSB en de SS op een strekkende kilometer.

#### Huisnummers en bewoners in de Tweede Wereldoorlog
Hieronder een lijst van huisnummers met hun bewoners aan de Maliebaan die van belang waren in de Tweede Wereldoorlog.
| Huisnummer Maliebaan Utrecht | Instelling / Bewoners 1940 - 1945 | Afbeelding | Monumentnummer |
| ---------------------------- | --- | ---------- | -------------- |
| 10                           | Bureau Ordnungspolizei |            | 514381         |
| 12                           | Woonhuis van Bruno Müller-Reinert, Beauftragte van Seyss-Inquart |            | 36326          |
| 13                           | Hoofdkantoor Rechtsfront (organisatie van de NSB voor juristen) |            | 36321          |
| 14                           | Nederlands Arbeidsfront |            | 36327          |
| 15                           | Kantoor van de Beauftragte Bruno Müller-Reinert |            | -              |
| 25                           | NSB – Afdeling Financiën |            | -              |
| 27                           | NSB – Afdeling Ledenadministratie |            | 36322          |
| 29                           | NSB – Afdeling Pers/Propaganda | -          | -              |
| 31                           | NSB – Afdeling Pers/Propaganda |            | 36323          |
| 35                           | NSB Hoofdkantoor. Op 19 mei 1942 bezocht door Reichsführer SS Heinrich Himmler. |            | -              |
| 37 en 39                     | Kantoor van de Sicherheitsdienst (SD) | -          | -              |
| 40                           | Aartsbisschoppelijk paleis van het Rooms Katholiek Aartsbisdom. Kardinaal de Jong |            | [ 10 ]         |
| 41                           | NSB – Afdeling Vorming | -          | -              |
| 42                           | Woonhuis van Frits Fentener van Vlissingen (1882) |            | [ 11 ]         |
| 53                           | Oosterkerk, gesloopt in 1984. Verzetsgroep Albrecht |            | -              |
| 55                           | NSDAP – Regionale Bestuur |            | [ 12 ]         |
| 66                           | Hoofdkantoor SS. In april 1941 vestigt Henk Feldmeijer zich hier met de Nederlandsche SS, schuin tegenover het hoofdkantoor van de NSB op nummer 35. |            | [ 14 ]         |
| 71                           | Garage Grund. In de kelder de drukkerij van een deel van het verzetsblad Vrij Nederland | -          | -              |
| 72 bis                       | Woonhuis Marie Anne Tellegen en haar assistente Janneke Schwartz. | -          | -              |
| 74                           | Sicherheitspolizei (SiPo). In de tuin executeerde Kriminal-Obersekretär Hermann Neumeier op 25 januari 1945 Jo Siljade en Gerrit van Stokkem. Op 3 februari 1945 werden hier zeven mannen gemarteld, die betrokken waren bij een schietpartij in Benschop, waarbij drie Duitsers omkwamen. |            | 514375         |
| 76                           | NSB staf van de Weerbaarheidsafdeling (WA) |            | 514374         |
| 78                           | NSB staf van de Weerbaarheidsafdeling (WA) | -          | -              |
| 82                           | Woonhuis dominee Gerrit Oberman (G.W. Oberman (1889-1967)), die voedselacties organiseerde |            | 514376         |
| 84a                          | Hoofdkantoor Wehrmacht, later het kantoor van de Landwacht | -          | -              |
| 90                           | NSB Stichting Winterhulp Nederland | -          | -              |
| 92                           | Appartement Frits Elzas, de vice-voorzitter van de Joodse Raad Utrecht. Later het kantoor van de Abwehr | -          | -              |
| 107                          | Onderduikadres gezin violist Boris Lensky, zie ook de film De Stradivarius | -          | -              |
| 108                          | Nachrichtenabteilung der Luftwaffe | -          | -              |
| 109                          | Woonhuis prof. dr. L. van Vuuren, rector-magnificus van de Universiteit Utrecht. | -          | -              |

## Na de Tweede Wereldoorlog

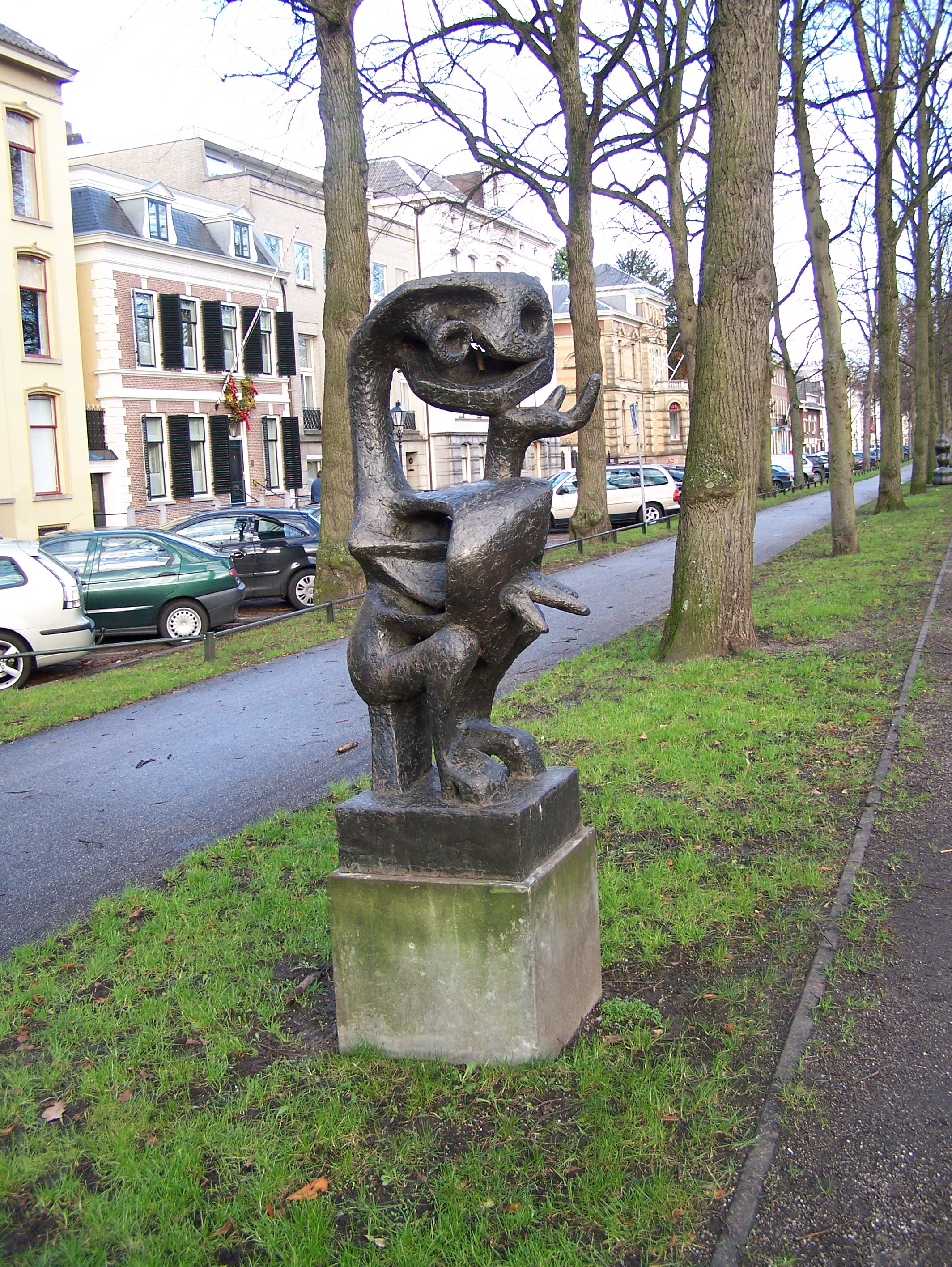
Denker door Lotti van der Gaag uit 1951, geplaatst in 1991

In 1979 kwam de Adviescommissie voor Beeldende Kunsten met het advies om een beeldenroute in de klassieke zin te verwezenlijken in Utrecht en wees daarvoor de Maliebaan aan. Waarschijnlijk in het licht van het feminisme werd besloten om alleen beelden van vrouwelijke kunstenaars te plaatsen. In 1983 werden de eerste vier beelden geplaatst. Inmiddels telt het zeventien beelden.
Sinds 1992 wordt op de Maliebaan het Maliebaanfestival gehouden waarvan de Piekenkermis het belangrijkste en bekendste onderdeel is. Deze kermis is gestoeld op van oudsher bekende Utrechtse jaarmarkt met kermis in juni, waaraan het smedengilde St. Eloy de traditie van Hoveniersmaandag te danken heeft. De kermis bracht immers allerhande onguur volk en vele verleidingen naar de stad. Om de gildebroeders daartegen in bescherming te nemen, verschafte het gilde hen in het St. Eloyen Gasthuis biefstuk, brood, Utrechtse wafels en bier. Hoewel in 1995 een officieel verbroederingsbezoek aan de nieuwe kermis is gebracht, wordt in het St. Eloyen Gasthuis nog elk jaar de Hoveniersmaandag gevierd.
Aan de Maliebaan is sinds 1898 ook het huidige Aartsbisschoppelijk Paleis van het aartsbisdom Utrecht (Rooms-Katholieke Kerk) gevestigd op nummer 40. Er bevinden zich tal van andere verenigingen, zoals verschillende vrijmetselaarsloges waaronder Loge Ultrajectina op nummer 70A.

## Afbeeldingen

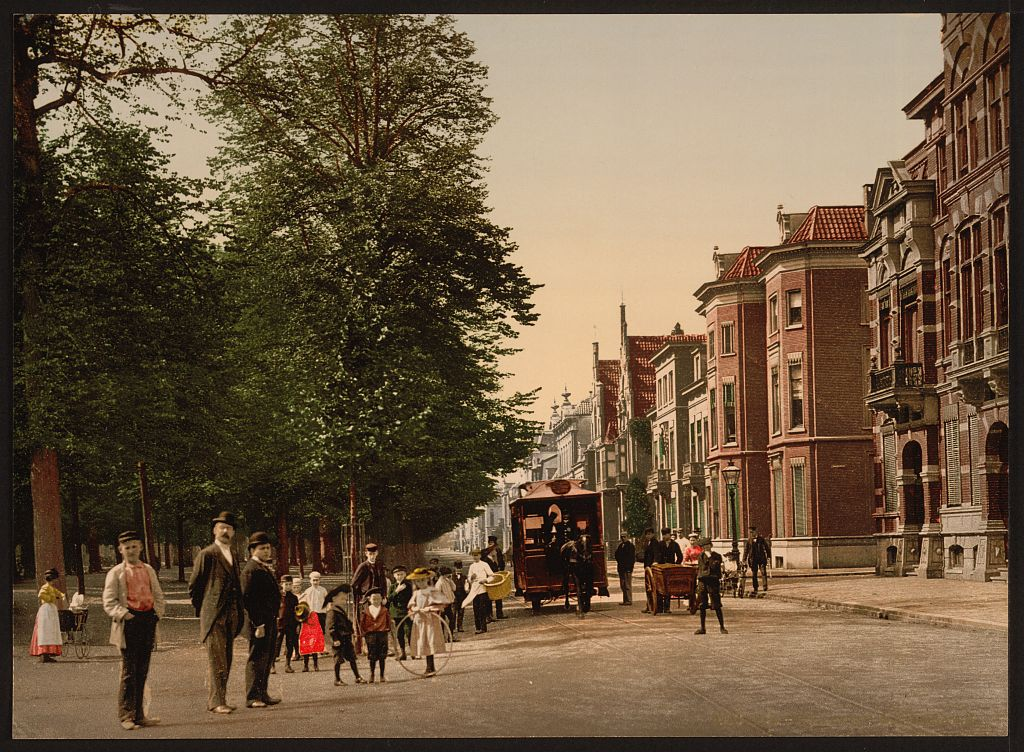
De Maliebaan rond de vorige eeuwwisseling met een paardentram
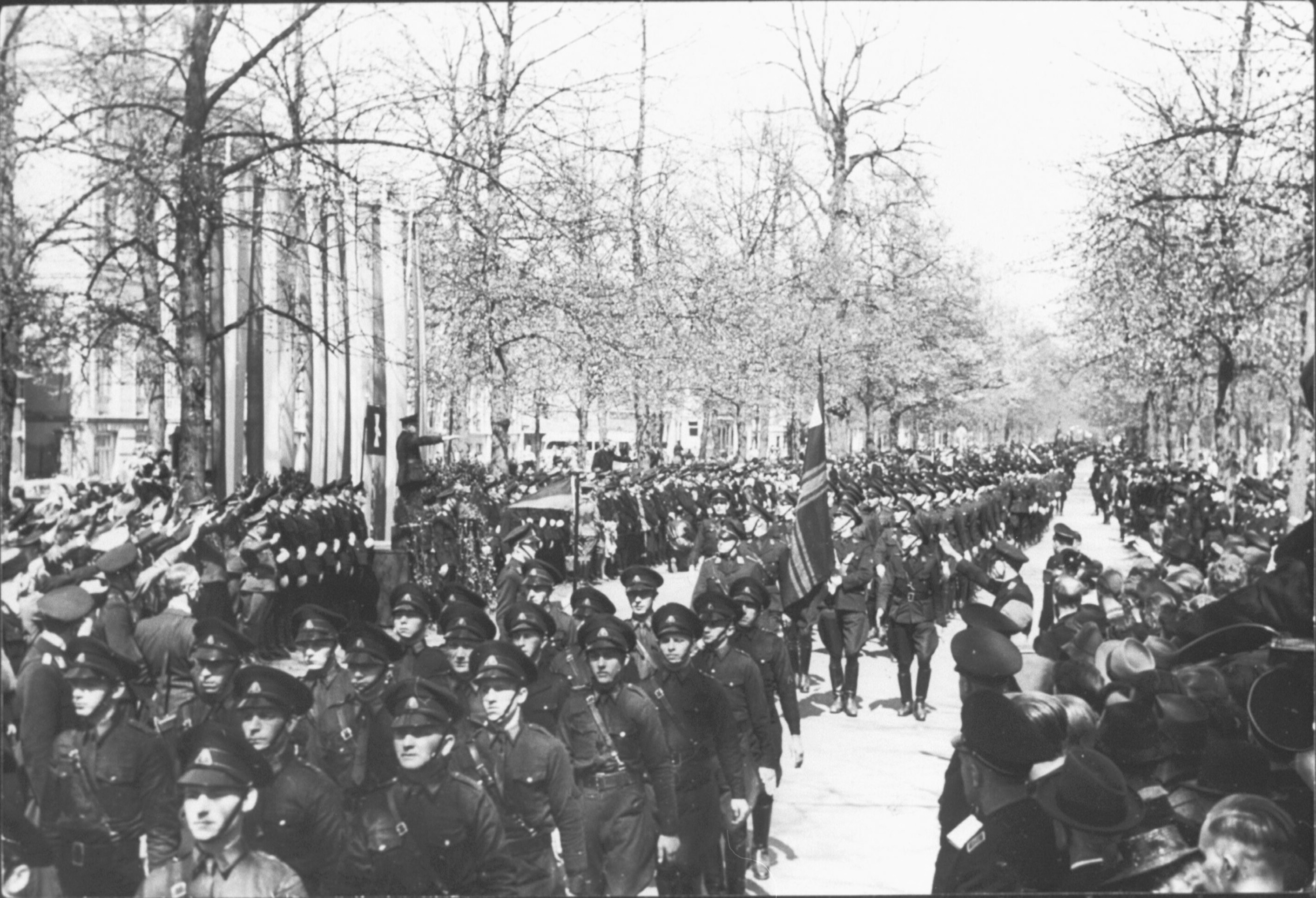
Verjaardag van Mussert gevierd op de Maliebaan (1941)
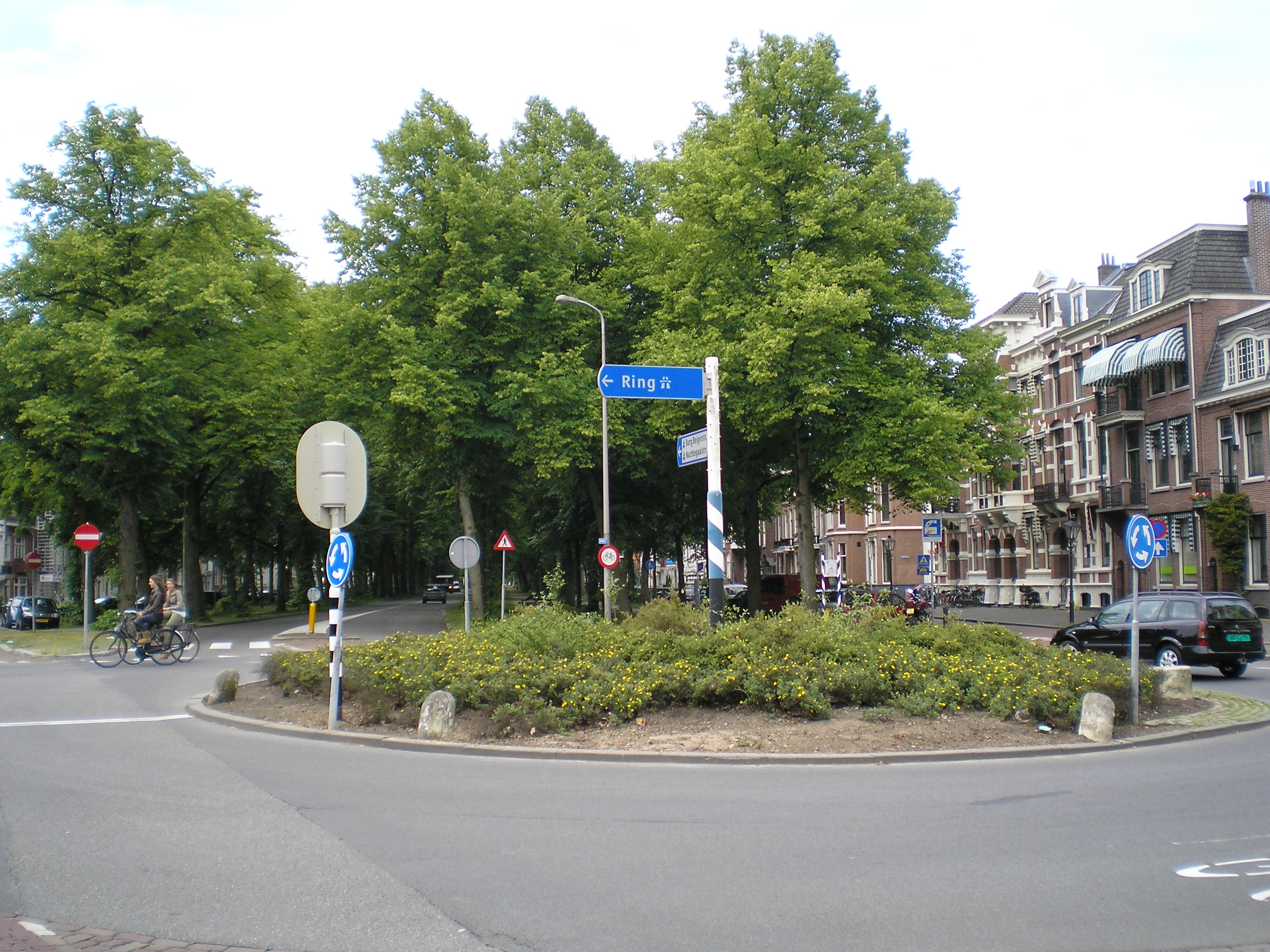
Maliebaan plus rotonde gezien vanuit het Oorsprongpark met rechts de Maliestraat
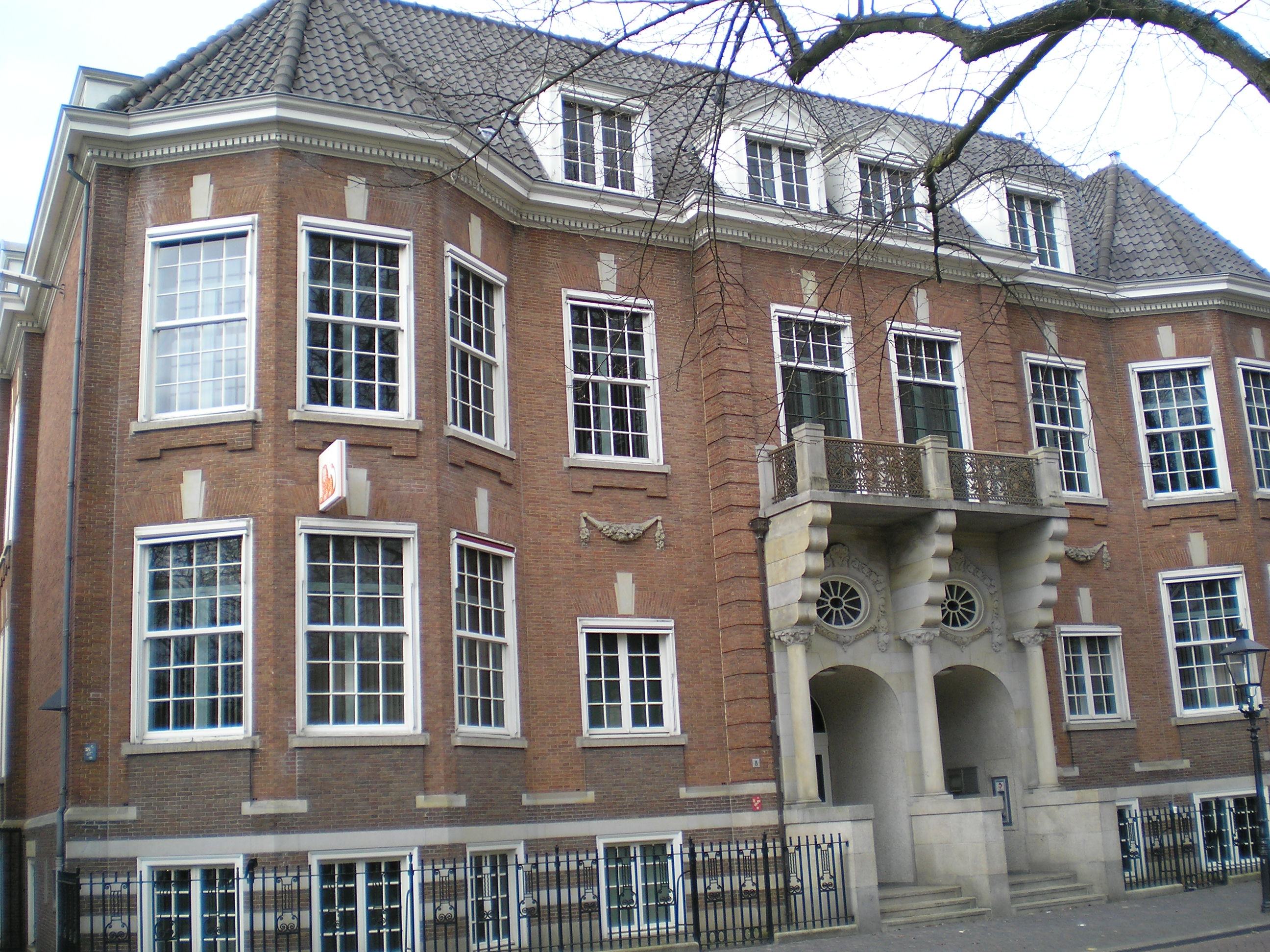
Maliebaan 8-8a